# Islas Bridges
Las llamadas islas Bridges conforman un archipiélago situado en las aguas del canal Beagle, en el extremo meridional de América. Se extiende al sur de la isla Grande de Tierra del Fuego y está integrado por un conjunto de islas e islotes, separados por profundos canales, aunque en algunos se presentan bajofondos y roqueríos. Jurídicamente son de propiedad fiscal, perteneciente al departamento Ushuaia, de la provincia de Tierra del Fuego, Antártida e Islas del Atlántico Sur, en el sur de la Patagonia argentina. 

## Descripción geográfica

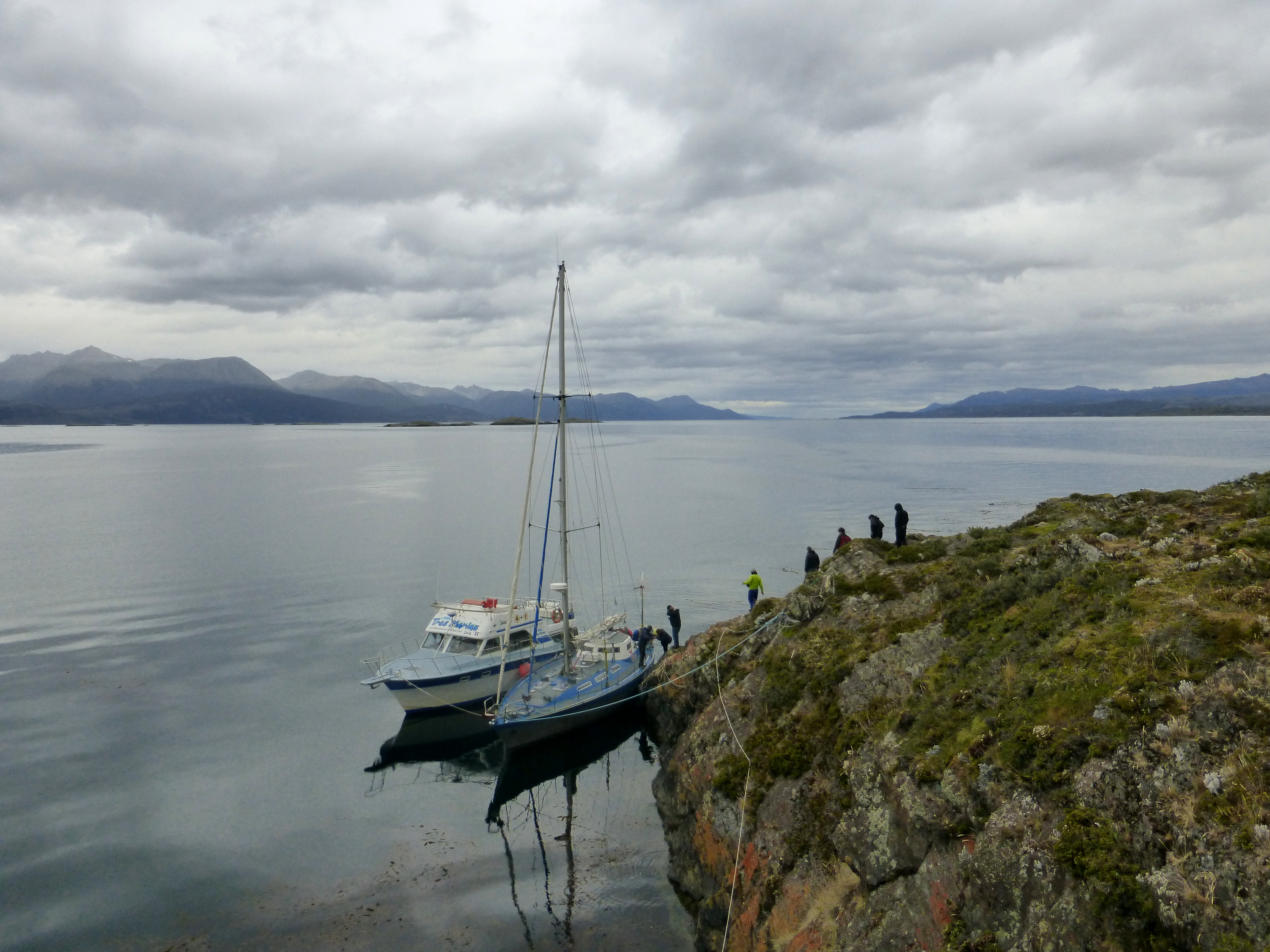
Barcos amarrados en una de las islas.

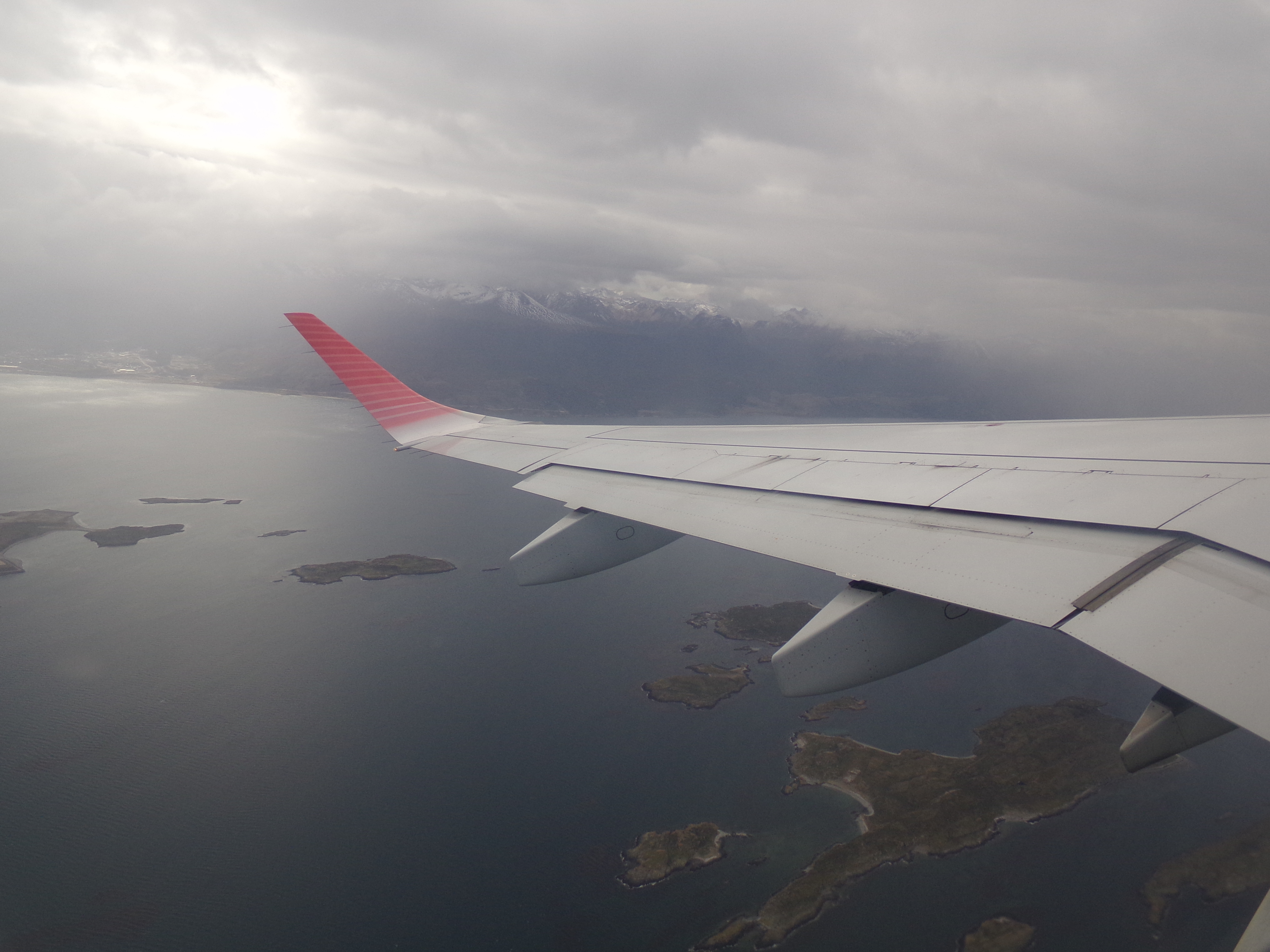
Algunas de las islas vistas desde un Embraer 190 de Austral Líneas Aéreas después de despegar en el aeropuerto de Ushuaia.

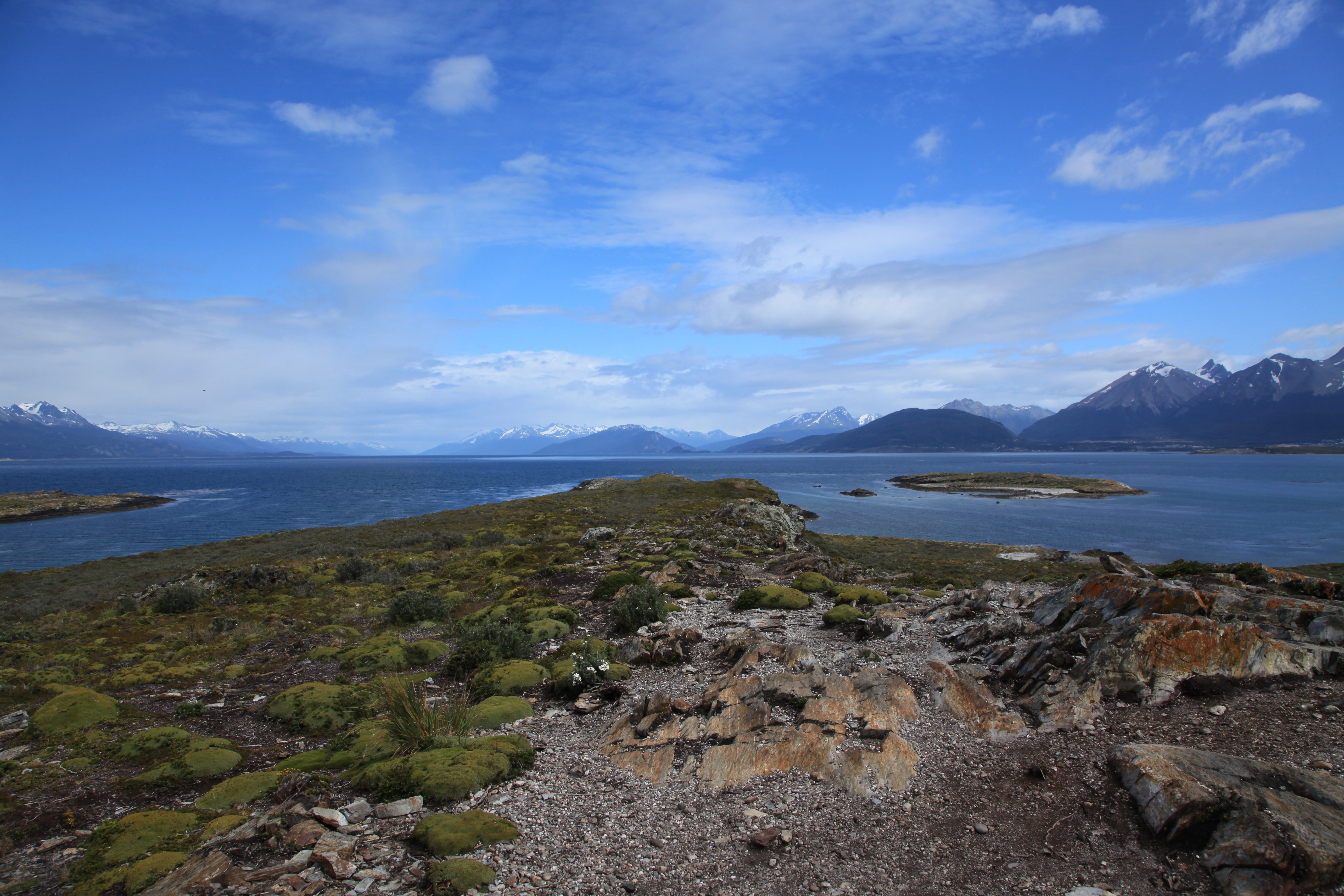
El canal Beagle desde las islas Bridges.

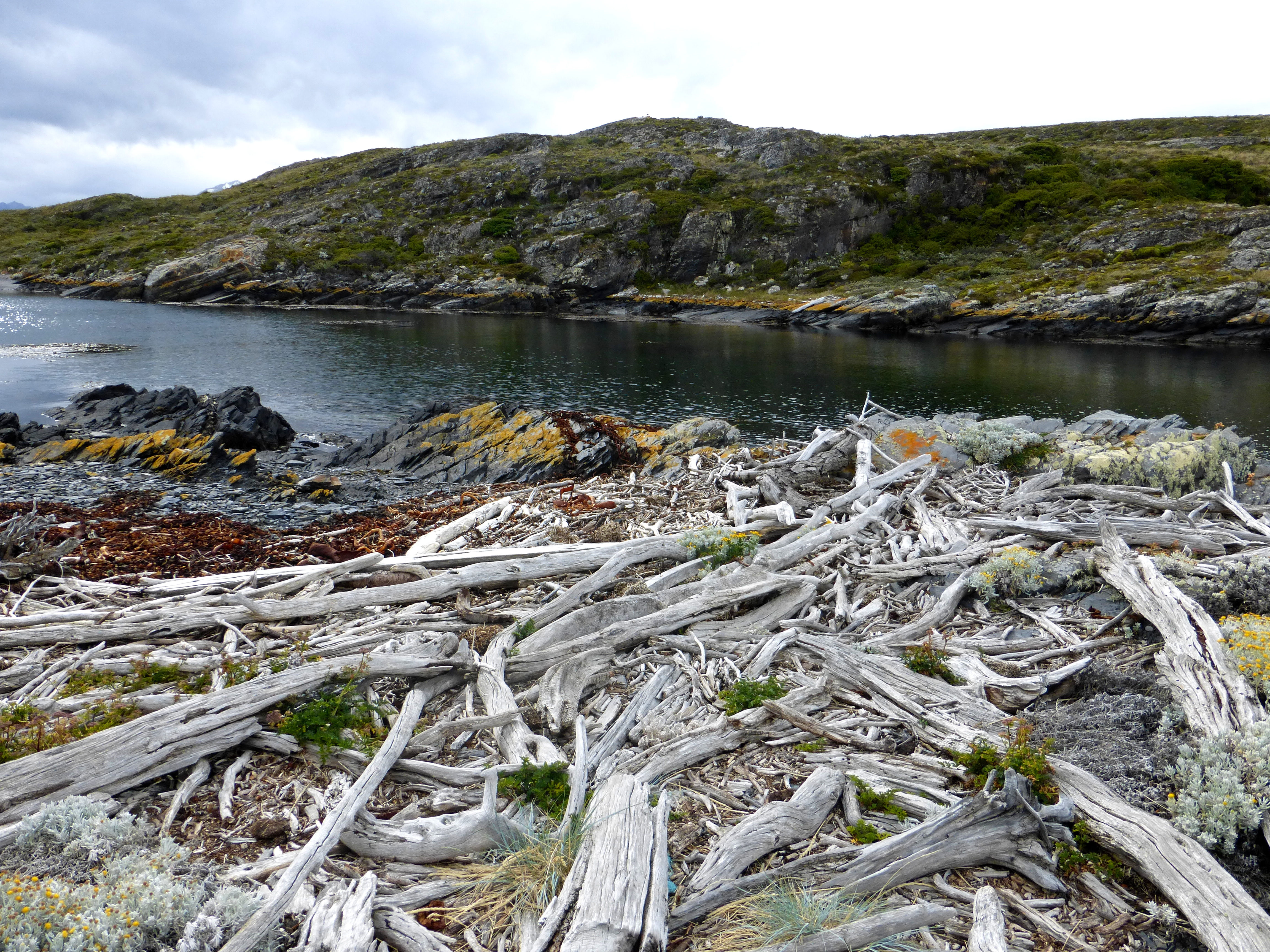
Troncos en la isla Hache.

Las islas Bridges están situadas en el extremo austral de Sudamérica, en la parte central del sector medio del paso interoceánico denominado canal Beagle, en la región sudoriental del océano Pacífico Sur. El punto más cercano de la isla más inmediata al punto de la isla Grande más próximo (en la península Ushuaia) se encuentra a 2270 m. El punto más cercano de la isla más inmediata a la isla chilena más próxima dista de la misma 1680 m.
El área central de la isla mayor se encuentra en las coordenadas: 54°52′10.02″S 68°15′1.63″O / -54.8694500, -68.2504528.
Islas que lo componen
El archipiélago se compone de unas 7 islas mayores y un numeroso conjunto de islotes pequeños, además de roqueríos cubiertos por las aguas marinas durante las pleamares. Por extensión, en algunas ocasiones se denomina erróneamente también bajo el concepto “islas Bridges” a los archipiélagos situados al oriente del mismo, hasta la isla del Faro Les Éclaireurs.  
- Isla Bridges. Con un largo máximo de 2280 m y 670 m de ancho máximo, es la más grande del archipiélago. En su extremo sudoeste se encuentra la “baliza Bridges”. En su parte norte, en una pequeña bahía que mira al naciente, se sitúa el “muelle Carello”.
- Isla Hache. Con un largo máximo de 1100 m y 500 m de ancho máximo, es la segunda en tamaño del archipiélago Bridges, era llamada “Yamimata’’ por los yámanas. En ella se encuentra la baliza “Capitán Iturrieta”.
- Isla Mary Ann. Con un largo máximo de 780 m y 450 m de ancho máximo, es la tercera más grande del archipiélago. Fue registrada en la misma una muy numerosa población de conejos.
- Isla Leeloom. Es la cuarta en tamaño de las Bridges.
- Islas Reynols. Es la quinta en tamaño de las Bridges.
- Isla Thomas
- Isla Mary

Límites
El paso Romanche separa este archipiélago de las islas Lucas y Despard (esta última con Baliza) y, algo más al norte, de las islas Bertha y Willie.
Hacia el norte de las Bridges se encuentran las islas Alicia, Conejo, Warden y Chata.
El paso Chico separa a las Bridges de la isla Dos Lomos y de la península Ushuaia, posicionándose de esta como una proyección hacia el sur, situándose además en las proximidades de la bahía de Ushuaia, frente a la ciudad homónima. 

### Geología
Geológicamente su estructura fue labrada durante el último periodo glacial en el tramo final del Período Cuaternario el cual concluyó a comienzos del Holoceno. Las Bridges son antiguos nunataks; por su constitución de roca dura, no pudieron ser barridas por completo por el gigantesco glaciar, que descendía desde la cordillera Darwin, y avanzaba por donde hoy se encuentra el canal Beagle formando un valle longitudinal, al cual se le fue puliendo su fondo y bordes con la acción abrasiva de los hielos. Posteriormente, ante el retroceso postglacial, los espacios que habían estado ocupados por el hielo fueron invadidos por el mar. Son diversos los rasgos que atestiguan estos procesos geológicos; entre ellos destaca el perfil transversal de forma de "U" que posee su valle, con la berma visible, así como la presencia de morrenas. 
Entre el 8000 y 3860 años AP, estas islas cubrían una superficie menor, ya que sus riberas actuales estaban cubiertas por el mar, al estar el nivel de las aguas del Beagle a mayor altura. Posteriormente, una disminución de algunos metros en el nivel marino definió sus límites actuales.

### Clima

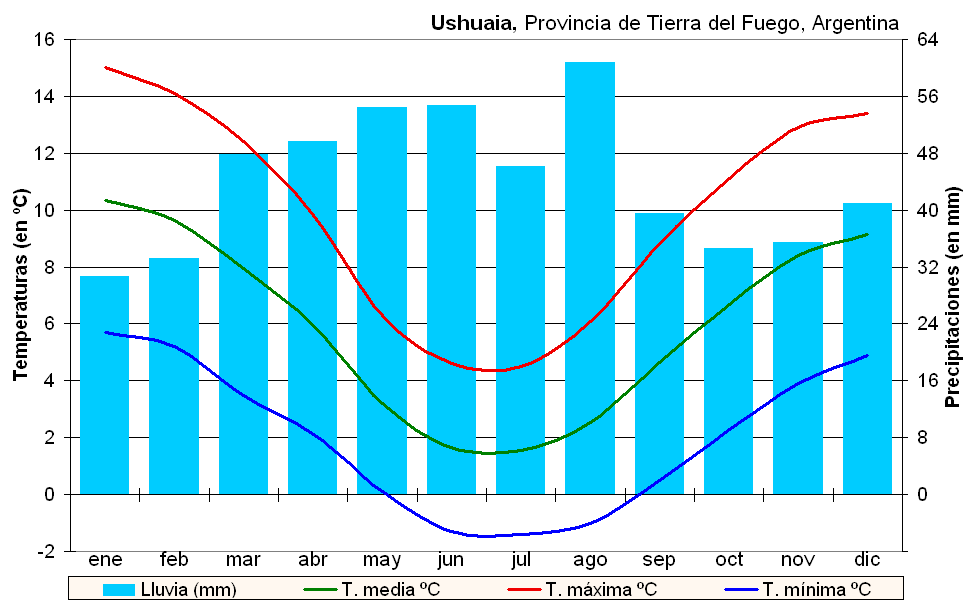
Climograma de Ushuaia, aplicable al clima de estas islas.

El clima de este archipiélago pertenece al clima oceánico subpolar, o al patagónico húmedo. Posee una temperatura media anual de 5,7 °C y una escasa oscilación térmica anual, que va de -0,3 en julio a 9,4 °C en enero; son extrañas las temperaturas de más de 15 °C en verano o menores a -8 °C en invierno. Los récords de temperaturas absolutas son 29,4 °C (ocurrió en diciembre) y -25,1 °C (ocurrió en julio). Tal es lo persistente del frío que en pleno verano austral se han registrado eventuales nevadas, o temperaturas de solo -6 °C. Las precipitaciones, que en invierno suelen ser en forma de nieve, están repartidas equitativamente a lo largo del año sumando un total de 524 mm pero, si bien parecerían exiguas, a causa de la constante temperatura baja se tornan suficientes para otorgarle a estas islas un clima húmedo; también ayuda para ello el alto promedio de días con alguna precipitación —200 días al año—, siendo también alto el número de días nublados o brumosos.

### Riqueza biológica
Ecorregionalmente este archipiélago pertenece a la ecorregión terrestre bosque subpolar magallánico, mientras que las aguas que lo rodean se incluyen en la ecorregión marina canales y fiordos del sur de Chile.

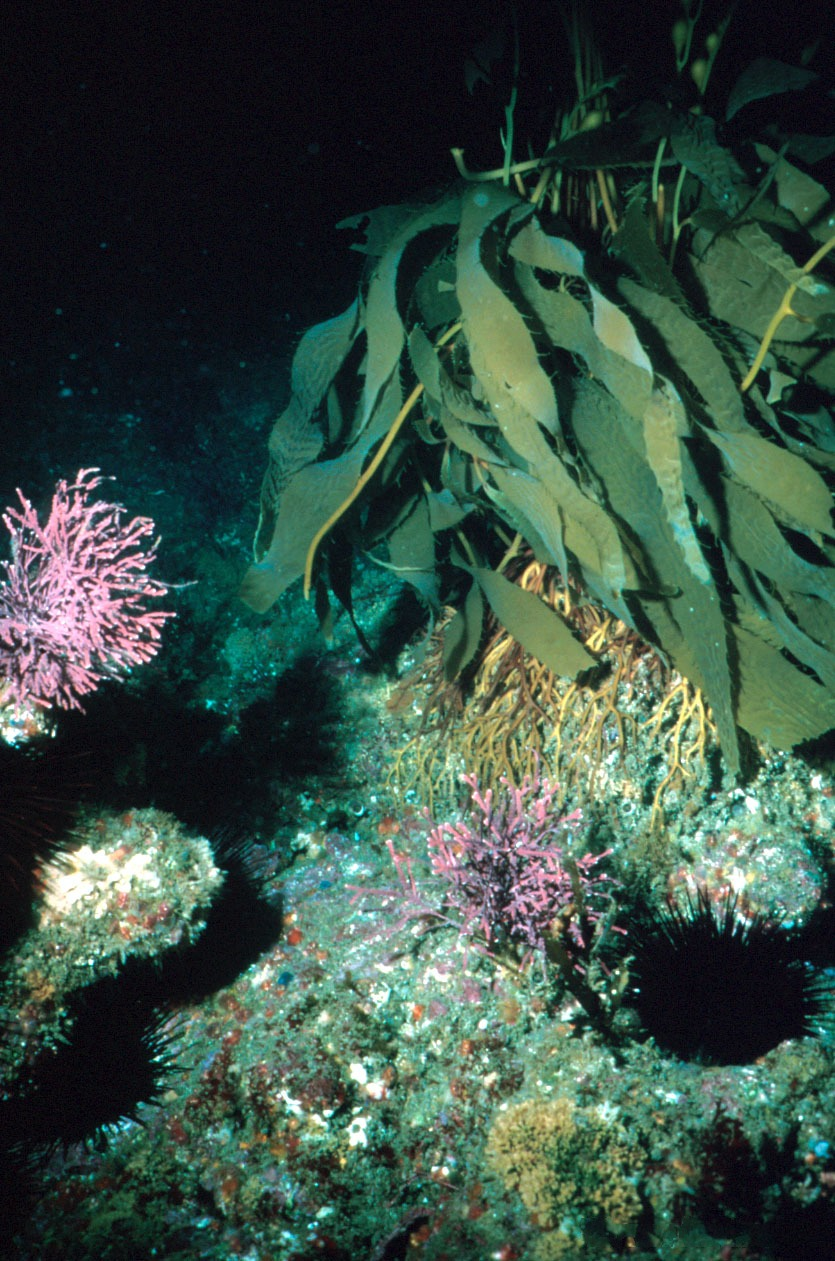
Cachiyuyos gigantes.

#### Fauna

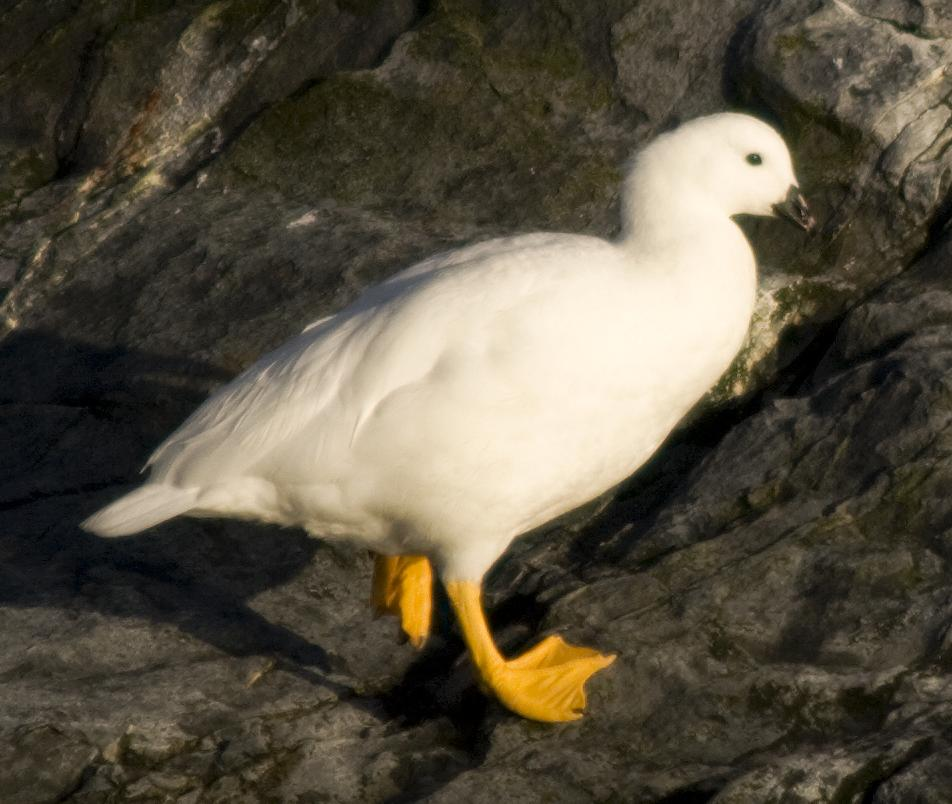
Caranca o cauquén de mar.

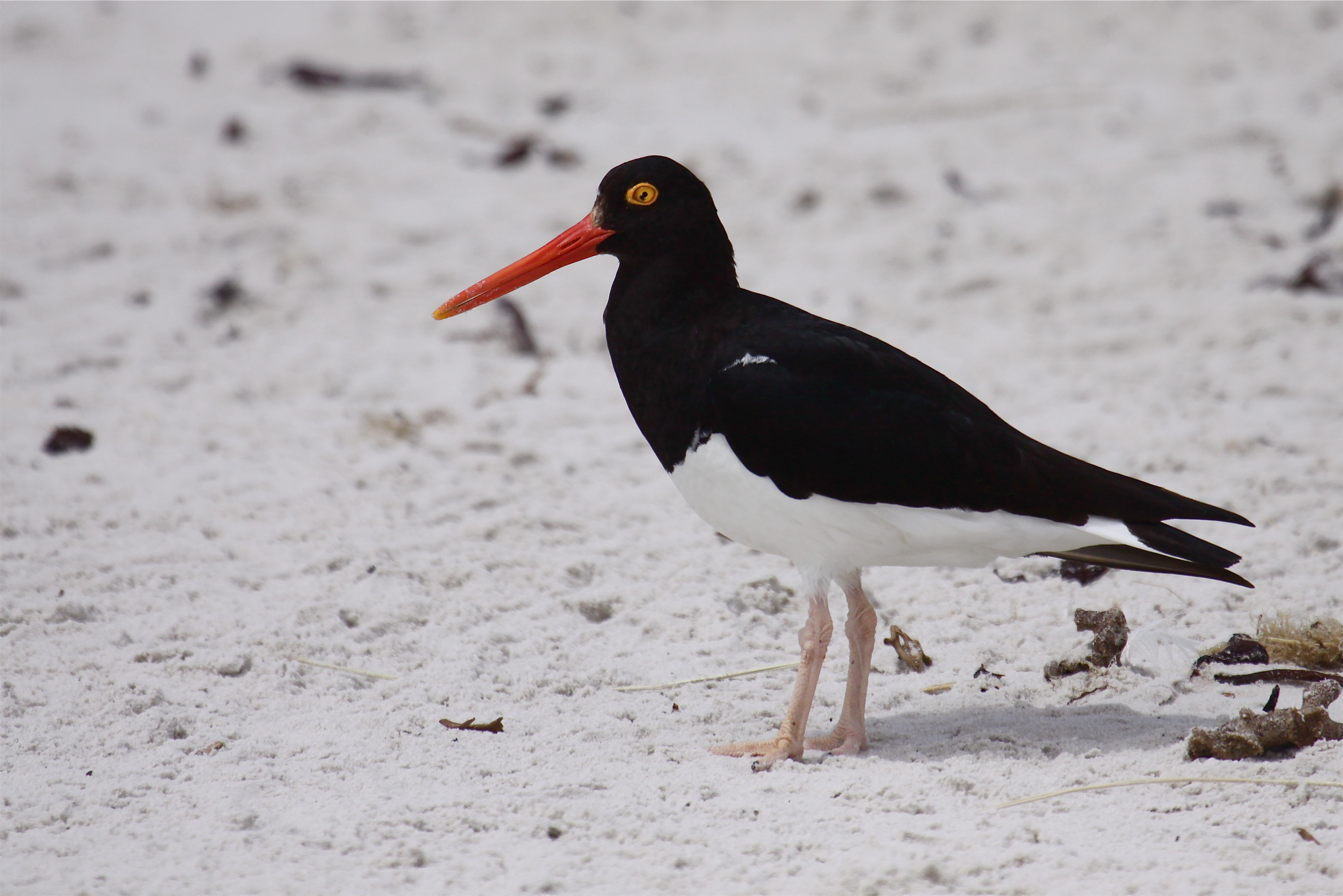
Ostrero austral.

Sus aguas y costas cuentan con especies típicas del sudeste del océano Pacífico, por ejemplo el Pato vapor austral.
Estas islas son ricas en aves y mamíferos marinos, peces, y diversos invertebrados, de los cuales se destaca especialmente la centolla patagónica de carne conocida por su delicado sabor, constituyéndose en el plato culinario típico de la comarca. Suelen alimentarse en sus praderas de algas pardas o frecuentar sus costas lobos marinos de un pelo y de dos pelos sudamericano, aves marinas como las gaviotas australes, pingüinos patagónicos o de Magallanes (Spheniscus magellanicus), skúas comunes (Catharacta chilensis), gaviotines sudamericanos (Sterna hirundinacea) y colonias de cormoranes imperiales y de cuello negro (Phalacrocorax magellanicus); si bien la mayor trascendencia faunística se ubica en los conjuntos insulares situados inmediatamente al naciente de las Bridges, sector que aloja la mayor biodiversidad de aves marinas y pinnípedos de todo el canal Beagle, incluyendo la totalidad del sector chileno del mismo.

#### Flora
Las aguas que circundan a este archipiélago son notables por poseer bosques sumergidos de cachiyuyos gigantes, alga parda de enormes proporciones, la cual sostiene una rica biodiversidad marina. Si bien estas islas se encuentran en una región dominada por altos bosques magallánicos, la acción del fuerte viento del cuadrante oeste impide el crecimiento arbóreo en las exposiciones no reparadas por cañadones o barrancas protectoras, por lo que las islas se encuentran dominadas mayormente por arbustales, pastizales y turberas. 

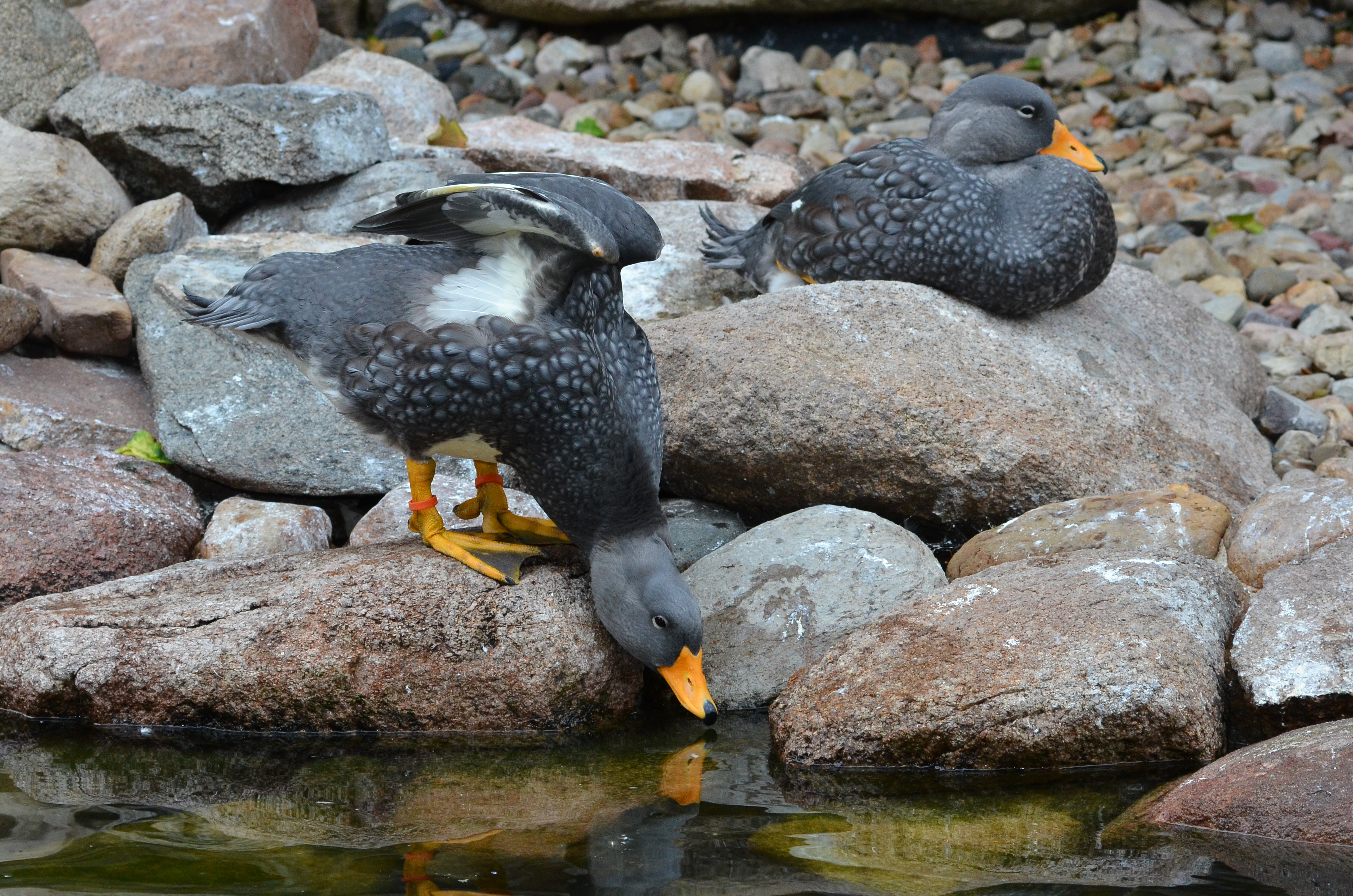
Pareja de Pato vapor austral.

## Historia

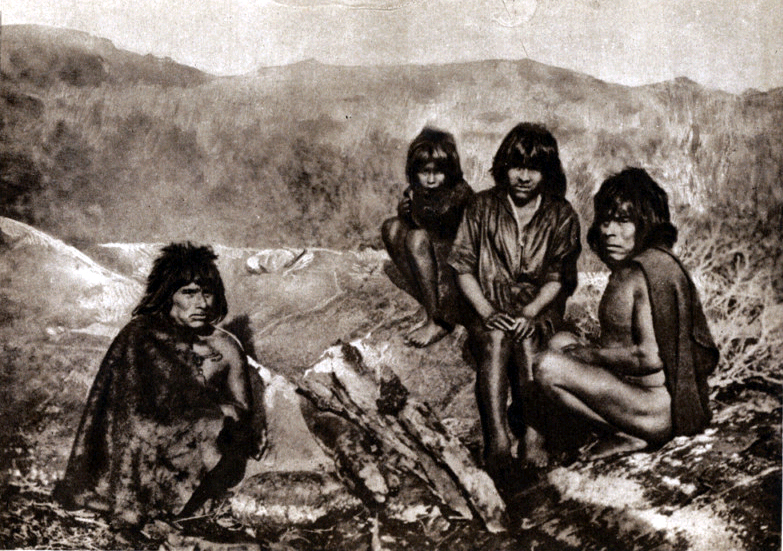
Los yámanas eran los primitivos habitantes de las islas Bridges.

### Primitivos habitantes
Cazadores, mariscadores, y recolectores de la etnia canoera de los yámanas o yaganes ocuparon este archipiélago, explotando sus recursos biológicos. Se alimentaban de aves y mamíferos marinos, así como de mejillones (Mulinia edulis, Mytilus chilensis, Aulacomya atra, Yoldia). Estos amerindios fueron sus únicos habitantes hasta la llegada de los colonos occidentales, al comenzar a poblarse la que luego sería la ciudad argentina de Ushuaia, en 1869.

### Descubrimiento occidental
El primer occidental en navegar las aguas de este archipiélago fue el mismo descubridor del canal Beagle. Entre 1826 y 1830, el almirantazgo británico envió al barco HMS Beagle, al mando de Phillip Parker King con la misión de realizar estudios hidrográficos en las costas de la parte meridional de América del Sur. En abril de 1830, estando el HMS Beagle fondeado en la bahía Orange, su comandante Robert Fitz Roy envió al oficial de navegación teniente Matthew Murray en un bote ballenero a inspeccionar la parte norte de la bahía Nassau. Este oficial descubrió un estrecho paso (el que luego fue bautizado en su honor como canal Murray), que separa las islas Hoste y Navarino, y que desemboca en un canal recto, que se extendía de este a oeste hasta donde alcanzaba la vista. A ese canal se lo denominó «Beagle». También navegó sus aguas hacia el naciente pasando por las islas Bridges hasta finalmente alcanzar la longitud de la isla Gable.
No continuó la derrota hacia el este, sino que desanduvo el recorrido que había efectuado hasta encontrarse nuevamente con el HMS Beagle el 14 de abril.

### Etimología toponímica
Etimológicamente, el topónimo “Bridges” es un epónimo que honra el apellido del reverendo inglés Thomas Bridges, el primer hombre blanco en vivir en el canal Beagle. Tras abandonar la misión que había fundado en la actual ubicación de la ciudad de Ushuaia, fundó en el año 1886 la Estancia Harberton, en la bahía homónima.
El nombre fue impuesto por el Capitán de Fragata Luis Fernando Martial, al mando de la expedición de "La Romanche" en el año 1883. Bautizó también a otras islas contiguas en honor a los hijos del pastor Bridges:  Despard, Lucas, Willie, Alice y Bertha, además hizo lo propio en memoria de otros de los antiguos misioneros anglicanos de Ushuaia: Islas Lawrence, Whaits y Cole.

### Disputa por su soberanía
Las islas Bridges se vieron envueltas en la disputa limítrofe entre la Argentina y Chile, conocida como Conflicto del Beagle.
En 1971 ambos países acordaron en un Compromiso de Arbitraje someter la soberanía de las aguas e islas de dicho canal a la sentencia de un Tribunal Arbitral que debía dar a conocer su decisión a la reina Isabel II de Inglaterra. Una interpretación en Chile del texto del tratado limítrofe de 1881, conocida como Tesis Fagalde, determinaba que el límite binacional terminaba en la costa austral de la isla Grande de Tierra del Fuego, y la totalidad de las aguas del canal, junto con todas sus islas, serían chilenas. Si este fuera el caso, la Argentina tendría una costa seca, es decir tendría costa, pero no acceso al mar. Entre quienes sostuvieron esa tesis destacan, quien la esbozaría en 1905, el periodista Arturo Fagalde, y el estudioso Jaime Eyzaguirre, quien así la describía:

Luego la línea no se introduce en el canal, no lo comprende, queda fuera de él, sólo lo toca en su borde superior. El canal resulta así entero de Chile. Si el Tratado hubiera dicho que la línea llegaba hasta el medio o centro o hasta el eje del canal, se habría entendido que la mitad Norte del mismo correspondería a Argentina y la mitad Sur a Chile. Pero habría que torcer los términos claros del acuerdo para llegar a esta conclusión.

Esta interpretación fue llevada por Chile en la consulta al Tribunal Arbitral que dictó luego el Laudo Arbitral de 1977, pero solo como petitorio alternativo, en el punto segundo al final de las audiencias orales del 14 de octubre de 1976. En su falló la corte arbitral señaló que toda atribución de un territorio debe ipso facto traer aparejado sus aguas anexas, por lo tanto consideró inaceptable la tesis chilena. Seguidamente demarcó la traza del límite binacional sobre el canal de Beagle, otorgándole a la Argentina las aguas, islas, e islotes ubicados al norte de dicha línea, entre ellas a la totalidad de las islas Bridges. Si bien posteriormente la Argentina declararía insanablemente nula a la decisión arbitral, en las negociaciones binacionales de los años posteriores al fallo el resultado del laudo en este sector fue respetado. El conflicto se solucionó finalmente con la firma del Tratado de 1984, en donde ambos gobiernos, bajo un proceso de mediación del papa Juan Pablo II, en el sector del canal Beagle reconocieron como frontera la trazada por el Laudo Arbitral (aunque sin nombrarlo explícitamente en el tratado), lo cual refrendó definitivamente la soberanía argentina sobre el archipiélago de las Bridges.

## Acceso y atractivos turísticos

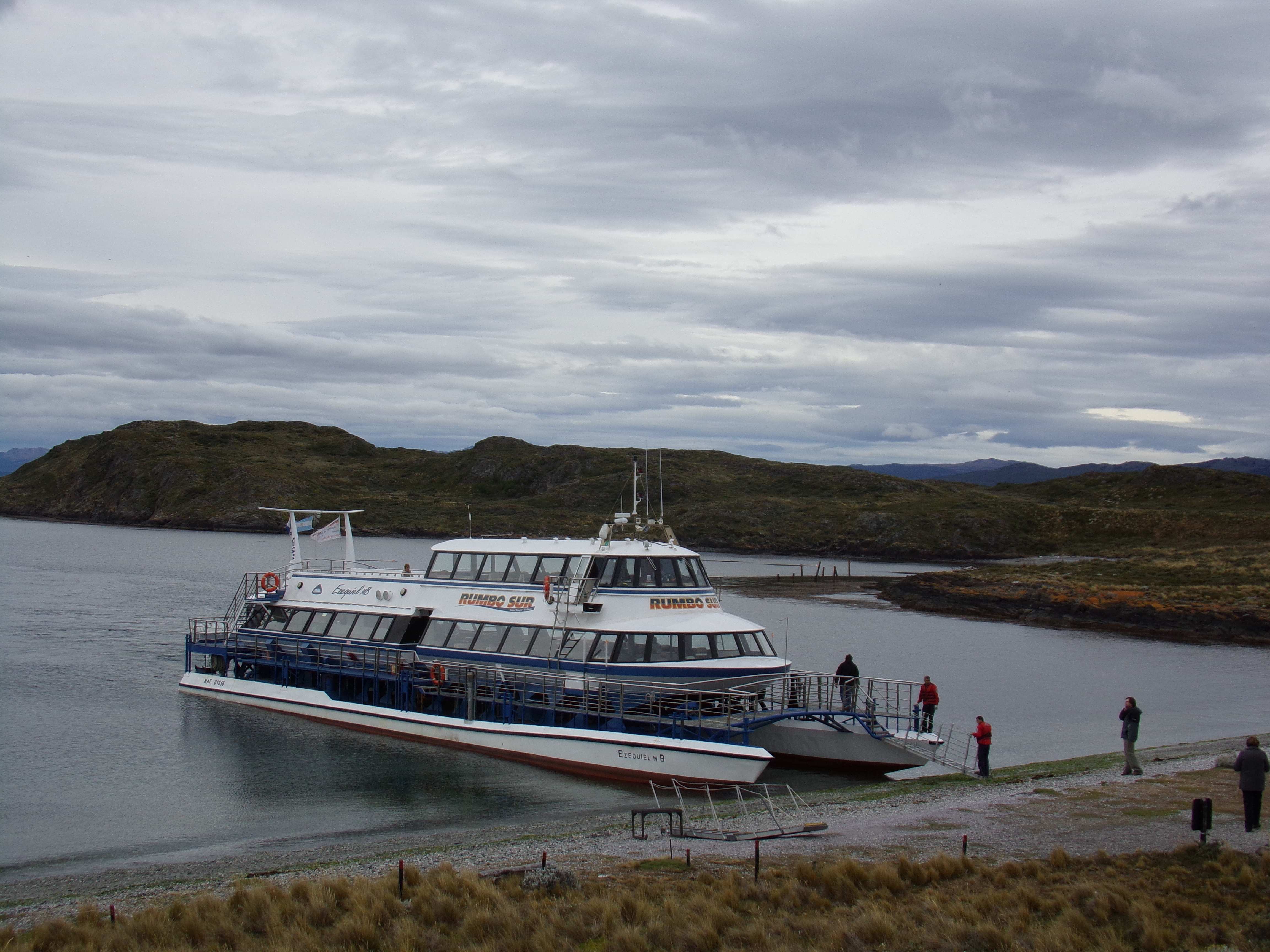
Un catamarán túrístico en una de las islas.

Es posible desembarcar en alguna de las islas Bridges mediante excursiones náuticas, en catamaranes o yates privados, las que salen desde el muelle turístico del puerto de Ushuaia, en la ciudad homónima, a la que se llega mediante vuelos en avión o recorriendo la Ruta Nacional 3, la cual nace en la ciudad de Buenos Aires. Generalmente se desembarca en las islas Karelo,  Bridges o en la isla Hache, y una vez en tierra se realiza un mini-trekking mediante el cual es posible contemplar distintas panorámicas del canal Beagle, así como de la localidad chilena de Puerto Navarino, situada en la isla homónima. Este recorrido es ideal para el avistamiento de aves y mamíferos marinos.